# Sébastien-Melchior Cornu

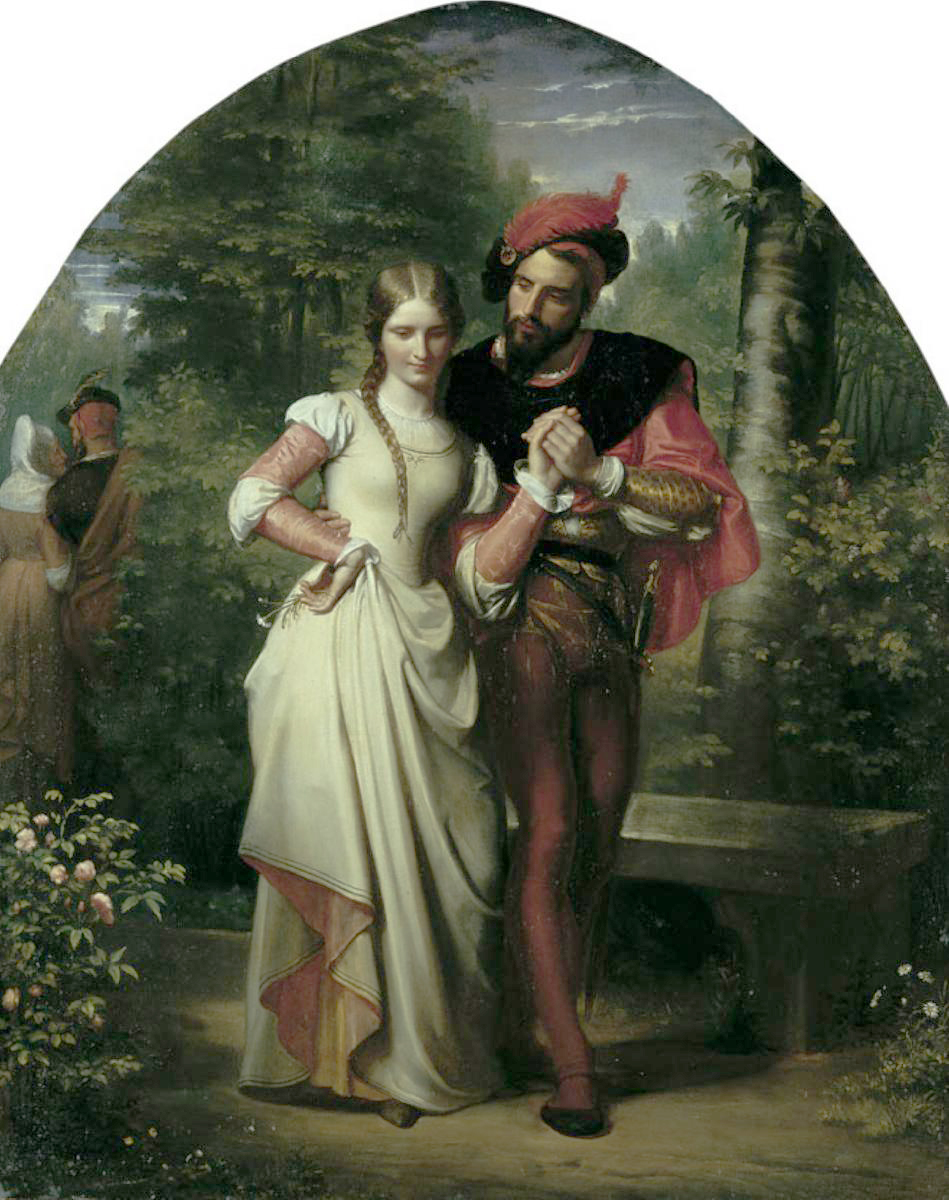
Faust und Gretchen

Sébastien-Melchior Cornu (* 6. Januar 1804 in Lyon; † 23. Oktober 1870 in Longpont) war ein französischer Kirchen-, Historien- und Porträtmaler.
Im Alter von 12 Jahren trat er in die École nationale supérieure des beaux-arts de Lyon ein und begann seinen Malunterricht im Atelier von Fleury François Richard (1771–1852), einem ehemaligen Schüler von Jacques-Louis David. Sébastien Cornu wurde auch Schüler von Hippolyte Flandrin und Charles Gleyre. 1820 gewann er den 1. Preis für Malerei in seiner Klasse. Seine Ausbildung setzte er bei Jean-Claude Bonnefond (1796–1860) fort, dessen Atelier er 1823 nach seiner Abreise nach Italien übernahm. 
1826 ließ sich Sébastien Cornu in Paris nieder und trat in das Atelier von Jean-Auguste-Dominique Ingres ein. 1828 forderte Ingres ihn auf, eine Studienreise nach Italien zu unternehmen. Er blieb in Italien von 1829 bis 1835, begleitet von Charles Gleyre. Dort begegnete er seiner zukünftigen Frau Albertine-Hortense Lacroix, die er 1833 heiratete. Sie verließen Rom 1835 in Richtung Türkei und Griechenland, bevor sie 1836 nach Paris zurückkehrten. 
Zwischen 1837 und 1848 stellte er regelmäßig im Salon der Societe des artistes francais aus. 
Dank der adligen Herkunft seiner Ehefrau erhielt er zahlreiche Aufträge vom Hof und der Kirche. Er wirkte an mehreren dekorativen Arbeiten in verschiedenen Pariser Kirchen mit: Saint-Louis-d’Antin (1841), Saint-Merry (1850), Saint-Séverin (1857), Saint-Roch (1859) und Saint-Germain-des-Prés, deren Bau er nach dem Tod von Hippolyte Flandrin 1864 übernahm. 
Er malte auch viele Porträts von Prominenten der Zeit wie Alexandre Dumas dem Älteren, Gustave Flaubert, George Sand. 
1859 wurde Sébastien Cornu zum Offizier der Ehrenlegion befördert. 